# Alexandru Lambrior
Alexandru Lambrior (n. 12 ianuarie 1845, Fălticeni – d. 20 septembrie 1883, Iași) a fost un filolog și folclorist român, membru corespondent al Academiei Române (din 1882).

## Biografie
Alexandru Lambrior s-a născut în 1845 la Fălticeni și a urmat clasele primare la Tîrgu Neamț, la Școala Domnească, continuându-le apoi la Fălticeni și Piatra Neamț. În 1867, a terminat cursurile secundare la Colegiul Național, instituție de învățământ continuatoare a Academiei Mihăilene, fiind șef de promoție alături de Calistrat Hogaș.
Lambrior a urmat cursurile Facultății de Litere din cadrul Universității din Iași și, între anii 1869–1872, după obținerea licenței, lucreză ca profesor la Liceul „August Treboniu Laurian” din Botoșani. În 1872 revine la Iași unde ocupă posturi de profesor de istorie la Liceul Militar și la Liceul Internat.
Face parte din grupul Junimii fiind interesat de folclor și de studiul istoriei economice și sociale a poporului român. Sprijinit de Titu Maiorescu, între anii 1875-1878 studiază la École des Hautes Études de la Paris ca bursier al statului român. Este interesat de lingvistică și publică studii de specialitate, devenind membru al Societății Franceze de Lingvistică. Reîntors la Iași ocupă posturi de profesor la Liceul Militar și Liceul Național.
Deși nu a fost numit profesor al Universității ieșene, Alexandru Lambrior a participat la învățământul filologic universitar ieșean. Începând cu anul 1879 susține, pentru mai mulți ani, un curs liber de filologie română și îl suplinește, între anii 1879 și 1880, pe profesorul Andrei Vizanti la Catedra de limba română a Facultății de Litere a Universității, devenind, în anul 1882, repetitor la Școala Normală Superioară.
Bolnav, Alexandru Lambrior s-a stins din viață la numai 38 de ani, în 1883 la Iași, și a fost înmormântat la Cimitirul „Eternitatea” din Iași, fiind însoțit pe ultimul drum de un „imens cortegiu funebru, compus din familia și amicii defunctului, consiliul comunal, corpul didactic din Iași, membrii Societății Junimea, studenții universitari, Școala militară, școlile secundare din Iași, institutul pedagogic, precum și un public foarte numeros, cu două muzici militare”. Printre junimiști prezenți erau Leon Negruzzi, Ioan Ianov, Petru Th. Missir.

## Activitatea științifică și publicistică

Mormântul lui Alexandru Lambrior de la Cimitirul „Eternitatea” din Iaşi.

Alexandru Lambrior a adus contributii importante la studiul folclorului român și al limbii române, publicând studii de fonetică, de ortografie și gramatică istorică și descriptivă. A fost ales, în anul 1882, membru corespondent al Academiei Române. Studiul Gramatica română. Fonetica și morfologia a fost publicat abia postum, în 1892, într-o ediție îngrijită de Gheorghe Ghibănescu.
A colaborat cu articole la revistele România, Convorbiri literare, Revista pentru istorie, arheologie și filologie.